# Intervalo creíble
En estadística bayesiana, un intervalo creíble es un intervalo dentro del cual cae el valor de un parámetro no observado con una probabilidad determinada. Es un intervalo en el dominio de una distribución de probabilidad posterior o una distribución predictiva. La generalización a problemas multivariantes es la región creíble.
Los intervalos creíbles son análogos a los intervalos de confianza y a las regiones de confianza de la estadística frecuentista, aunque difieren en una base filosófica: los intervalos bayesianos tratan sus límites como fijos y el parámetro estimado como una variable aleatoria, mientras que los intervalos de confianza frecuentista tratan sus límites como variables aleatorias y el parámetro como un valor fijo. Además, los intervalos de confianza bayesianos utilizan (y, de hecho, requieren) el conocimiento de la distribución a priori específica de la situación, mientras que los intervalos de confianza frecuentistas no lo hacen.
Por ejemplo, en un experimento que determina la distribución de los posibles valores del parámetro {\displaystyle \mu } si la probabilidad subjetiva de que {\displaystyle \mu } está entre 35 y 45 es 0,95, entonces {\displaystyle 35\leq \mu \leq 45} es un intervalo de credibilidad del 95%.

## Elección de un intervalo creíble
Los intervalos creíbles no son únicos en una distribución posterior. Los métodos para definir un intervalo creíble adecuado incluyen:
- Elegir el intervalo más estrecho, que para una distribución unimodal implicará elegir los valores de mayor densidad de probabilidad, incluida la moda (el máximo a posteriori). A veces se denomina intervalo de máxima densidad posterior (HPDI).
- Elegir el intervalo en el que la probabilidad de estar por debajo del intervalo es tan probable como estar por encima. Este intervalo incluirá la mediana. A veces se denomina intervalo de colas iguales.
- Suponiendo que la media existe, elegir el intervalo para el que la media es el punto central.

Es posible enmarcar la elección de un intervalo creíble dentro de la teoría de la decisión y, en ese contexto, un intervalo mínimo siempre será un conjunto de densidad de probabilidad máxima. Está delimitado por el contorno de la densidad.
Los intervalos creíbles también pueden estimarse mediante el uso de técnicas de simulación como métodos de Montecarlo basados en cadenas de Markov.

## Contrastes con intervalo de confianza
Véase también: Intervalo de confianza § Intervalo creíble
Un intervalo de confianza frecuentista del 95% significa que, con un gran número de muestras repetidas, el 95% de esos intervalos de confianza calculados incluirían el valor verdadero del parámetro. En términos frecuentistas, el parámetro es fijo (no puede considerarse que tenga una distribución de valores posibles) y el intervalo de confianza es aleatorio (ya que depende de la muestra aleatoria).
Los intervalos creíbles bayesianos pueden ser muy diferentes de los intervalos de confianza frecuentistas por dos razones:
- Los intervalos creíbles incorporan información contextual específica del problema procedente de la distribución a priori, mientras que los intervalos de confianza se basan únicamente en los datos;
- Los intervalos creíbles y los intervalos de confianza tratan los parámetros molestos de formas radicalmente distintas.

Para el caso de un único parámetro y datos que pueden resumirse en una única estadística suficiente, puede demostrarse que el intervalo creíble y el intervalo de confianza coincidirán si el parámetro desconocido es un parámetro de localización (es decir, la función de probabilidad hacia delante tiene la forma {\displaystyle \mathrm {Pr} (x|\mu )=f(x-\mu )} ) con una prioridad que es una distribución plana uniforme; y también si el parámetro desconocido es un parámetro de escala (es decir, la función de probabilidad hacia adelante tiene la forma {\displaystyle \mathrm {Pr} (x|s)=f(x/s)} ),con la fórmula de Jeffreys anterior {\displaystyle \mathrm {Pr} (s|I)\;\propto \;1/s}. Esto último se debe a que el logaritmo de dicho parámetro de escala lo convierte en un parámetro de localización con una distribución uniforme.
Pero se trata de casos muy especiales (aunque importantes); en general, no puede establecerse tal equivalencia.

## Lectura adicional
- Morey, R. D.; Hoekstra, R.; Rouder, J. N.; Lee, M. D.; Wagenmakers, E.-J. (2016). "The fallacy of placing confidence in confidence intervals". Psychonomic Bulletin & Review. 23 (1): 103–123

- Datos: Q4439221